# والي فيليبس
والي فيليبس (بالإنجليزية: Wally Phillips)‏ هو مقدم برامج إذاعية وصحفي أمريكي، ولد في 7 يوليو 1925 في بورتسموث في الولايات المتحدة، وتوفي في 26 مارس 2008 في نيبلز في الولايات المتحدة بسبب مرض آلزهايمر.